# Ушколь
Ушколь, Большой Ушколь (каз. Үшкөл, Үлкен Үшкөл) — озеро в Узункольском районе Костанайской области Казахстана. Находится в 7 км к юго-западу от посёлка Ряжский.
По данным топографической съёмки 1944 года, площадь поверхности озера составляет 2,51 км². Наибольшая длина озера — 2,4 км, наибольшая ширина — 1,4 км. Длина береговой линии составляет 6,2 км, развитие береговой линии — 1,08. Озеро расположено на высоте 161,7 м над уровнем моря.